# Premier Academy League
Die Premier Academy League (früher: FA Premier Academy League) ist in England die höchste Spielklasse für Akademieteams (Jugendteams) der Profivereine aus den obersten englischen Fußballligen.
Die Liga entstand 1997 und löste  die „South East Counties League“ ab, die vorher als höchste Spielklasse für die Akademiemannschaften diente.
In der Premier Academy League gibt es keinen sportlichen Abstieg.
Bis zur Saison 2012/13 nahmen 40 Vereine teil, die in vier Gruppen zu je zehn Mannschaften gestaffelt wurden. Die Sieger aus den Gruppen zogen ins Halbfinale ein und spielten im System Sieger Gruppe A gegen Sieger Gruppe C und Sieger Gruppe B gegen Sieger Gruppe D. Die Sieger aus den beiden Partien spielten im Finale gegeneinander. Seit der Saison 2013/14 es gibt nur noch eine Nord- bzw. Südstaffel mit jeweils zwölf Mannschaften. Die beiden Erst- und Zweitplatzierten spielen dann in der Endrunde gegeneinander.
In der ersten Austragung nahmen nur U-18-Teams teil, zwischen 1998 und 2004 gab es jeweils einen Wettbewerb für U-17 und U-19 und seit der Saison 2004/05 wird die Premier Academy League nur noch in der U-18-Spielklasse ausgetragen.

## Mannschaften in der Saison 2015/16
Die aktuellen 24 Mitglieder der Premier Academy League sind:
| North Group | South Group |
| --- | --- |
| - Manchester City - FC Everton - FC Liverpool - Blackburn Rovers - AFC Sunderland - FC Middlesbrough - Wolverhampton Wanderers - West Bromwich Albion - Newcastle United - Derby County - Manchester United - Stoke City | - FC Chelsea - FC Reading - FC Fulham - West Ham United - Aston Villa - FC Arsenal - Leicester City - Tottenham Hotspur - Brighton & Hove Albion - Norwich City - FC Southampton - Swansea City |

## Sieger der Premier Academy League
|         | FA Premier Youth League (U-18) | FA Premier Youth League (U-18) |
| ------- | ------------------------------ | ------------------------------ |
| 1997/98 | FC Arsenal                     | FC Arsenal                     |
|         | FA Premier Academy League      |                                |
| U-19    | U-17                           |                                |
| 1998/99 | West Ham United                | Blackburn Rovers               |
| 1999/00 | West Ham United                | FC Arsenal                     |
| 2000/01 | Nottingham Forest              | Ipswich Town                   |
| 2001/02 | FC Arsenal                     | Newcastle United               |
| 2002/03 | Blackburn Rovers               | Leeds United                   |
| 2003/04 | FC Southampton                 | Aston Villa                    |
|         | Premier Academy League (U-18)  |                                |
| 2004/05 | Blackburn Rovers               | Blackburn Rovers               |
| 2005/06 | FC Southampton                 | FC Southampton                 |
| 2006/07 | Leicester City                 | Leicester City                 |
| 2007/08 | Aston Villa                    | Aston Villa                    |
| 2008/09 | FC Arsenal                     | FC Arsenal                     |
| 2009/10 | FC Arsenal                     | FC Arsenal                     |
| 2010/11 | FC Everton                     | FC Everton                     |
| 2011/12 | FC Fulham                      | FC Fulham                      |
| 2012/13 | FC Fulham                      | FC Fulham                      |
| 2013/14 | FC Everton                     | FC Everton                     |
| 2014/15 | FC Middlesbrough               | FC Middlesbrough               |
| 2015/16 | Manchester City                | Manchester City                |